# Roland SCC-1

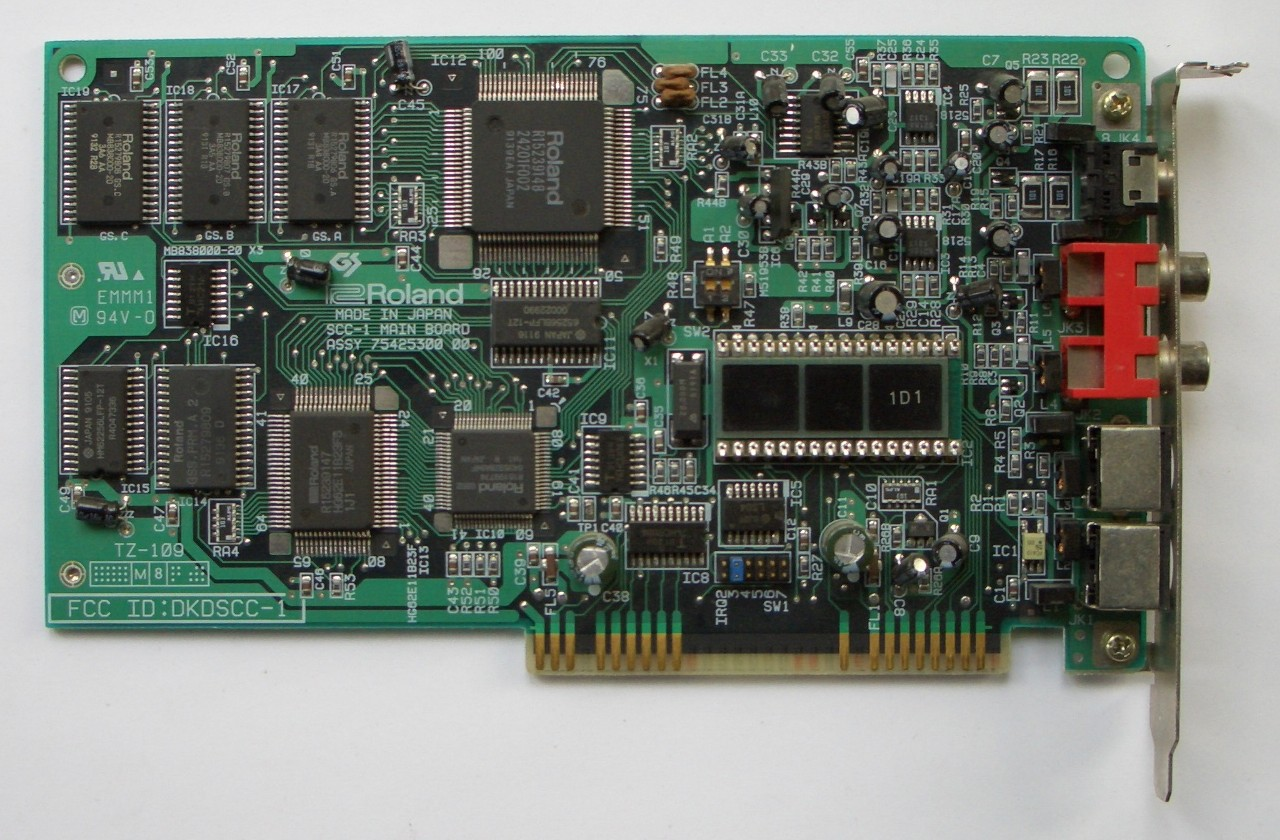
Placa SCC-1 da Roland.

A SSC-1 foi uma placa da Roland de 8-bits de barramento ISA que tinha a metade do tamanho do módulo de som SC-55. A fonte sonora era controlada por uma Unidade de Processamento MIDI (uma variante da unidade MPU-401). Uma versão atualizada com o conjunto de som SC-55mkII também foi lançado, conhecido como SCC-1A. 
Os softwares que acompanhavam o hardware eram o Band-in-a-Box e Ballade GS (General Synthesizer) e, esse pacote, era chamado de SCC-1B.
A Roland mais tarde substituiu o SCC-1 por uma combinação de sua placa de interface MPU-401AT MIDI e SCB-55-filha Blaster compatível com Wave. A empresa chamou essa combinação de SCM-15AT.

## Especificações
A placa de 24 canais, era alimentada por amostras de 16 bits PCM a partir dos 4 MB de tamanho da amostra ROM. Ela produzia sons com 44,1 Khz de resolução. Na SCC-1, como na LAPC-I, ter 24 canais não significava que se podia executar 24 instrumentos diferentes ao mesmo tempo. O conteúdo ROM foi comprimido e incluiu 317 sons na primeira versão e 354 sons na segunda.